# Basílica del Santísimo Rosario (Francavilla Fontana)
La colegiata basílica del Santísimo Rosario (también conocida como iglesia matriz o catedral ) es un lugar de culto católico ubicado en Francavilla Fontana, un municipio italiano de la provincia de Brindisi en Apulia. Es la iglesia más grande de la diócesis de Oria, de la que forma parte y tiene la cúpula más alta de Salento, con un diámetro de 13 metros.
El edificio actual es el resultado de la reconstrucción que tuvo lugar en 1743, después de que un terremoto destruyera gran parte de la iglesia construida en el siglo XIV por orden de Felipe I de Anjou.

## Historia

### La primera construcción
El origen de la Iglesia, según la tradición, está ligado al descubrimiento, cerca de una fuente cerca del Casale di San Salvatore, de un icono bizantino que representa la imagen de la Virgen, ocurrido el 14 de septiembre de 1310 por el príncipe de Taranto Felipe I. de Anjou. Inmediatamente después del descubrimiento de la imagen sagrada, el príncipe ordenó que alrededor de ese lugar se construyera una iglesia en la que se conservaría el icono. Sin embargo, entre los diversos historiadores locales que hablan de los orígenes de la iglesia, Cesare Teofilato afirmó que ya hacia 1300 existía en ese lugar una iglesia dedicada a Santa Maria di Francavilla, que debía ser de rito griego y con función parroquial. distinta de las demás parroquias de la zona. Sostuvo también que los ritos bautismales se desarrollaron de forma inmersiva, como lo atestigua la pila para el bautismo de los niños ubicada en el atrio del Castillo Imperiali.

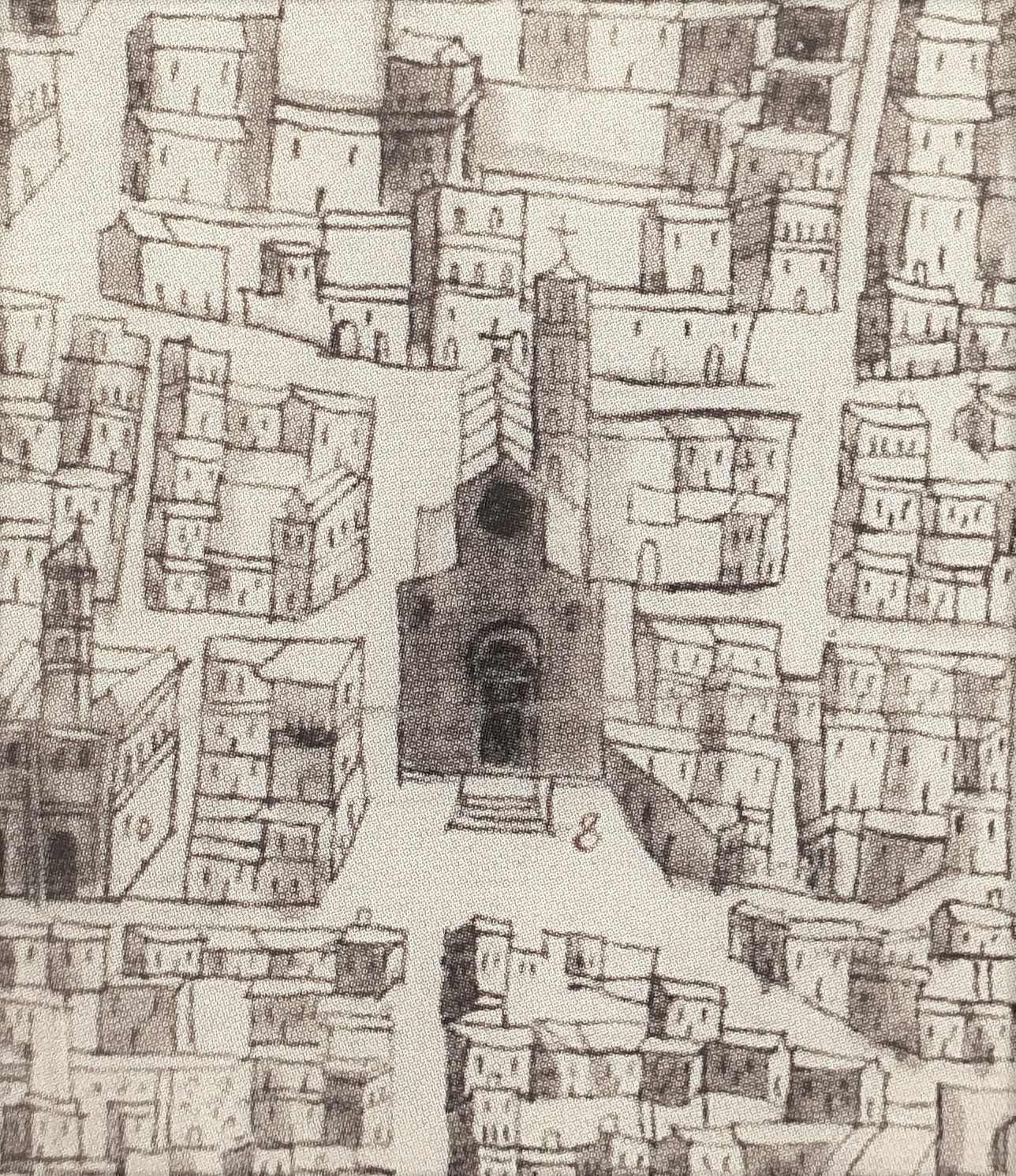
Dibujo de 1643 que representa la iglesia de origen angevino.

Hacia 1510 la iglesia fue ampliada y en aquella época la puerta principal estaba situada entre los actuales nichos de San Lorenzo y San Giuseppe y se extendía hasta el altar de Sant'Anna, donde, rodeada por una puerta, se levanta el muro donde se encuentra la pintura. Está localizado. Sólo en 1552 Domenico di Brindisi y Stefano Salinaro obtuvieron el encargo de construir una capilla para albergar el icono mariano, adornada con varias esculturas y cerrada por una puerta de hierro. Se realizaron otras mejoras en 1560, por lo que el nuevo edificio fue consagrado el 24 de febrero de 1572 por Monseñor Figuerroa, obispo de Brindisi y Oria.En 1613 se construyó una nueva capilla para albergar el icono, que hasta entonces había estado sobre un altar de madera, rodeado por puertas de hierro, Se practicaron otras mejoras en 1615.

### Reconstrucción después del terremoto

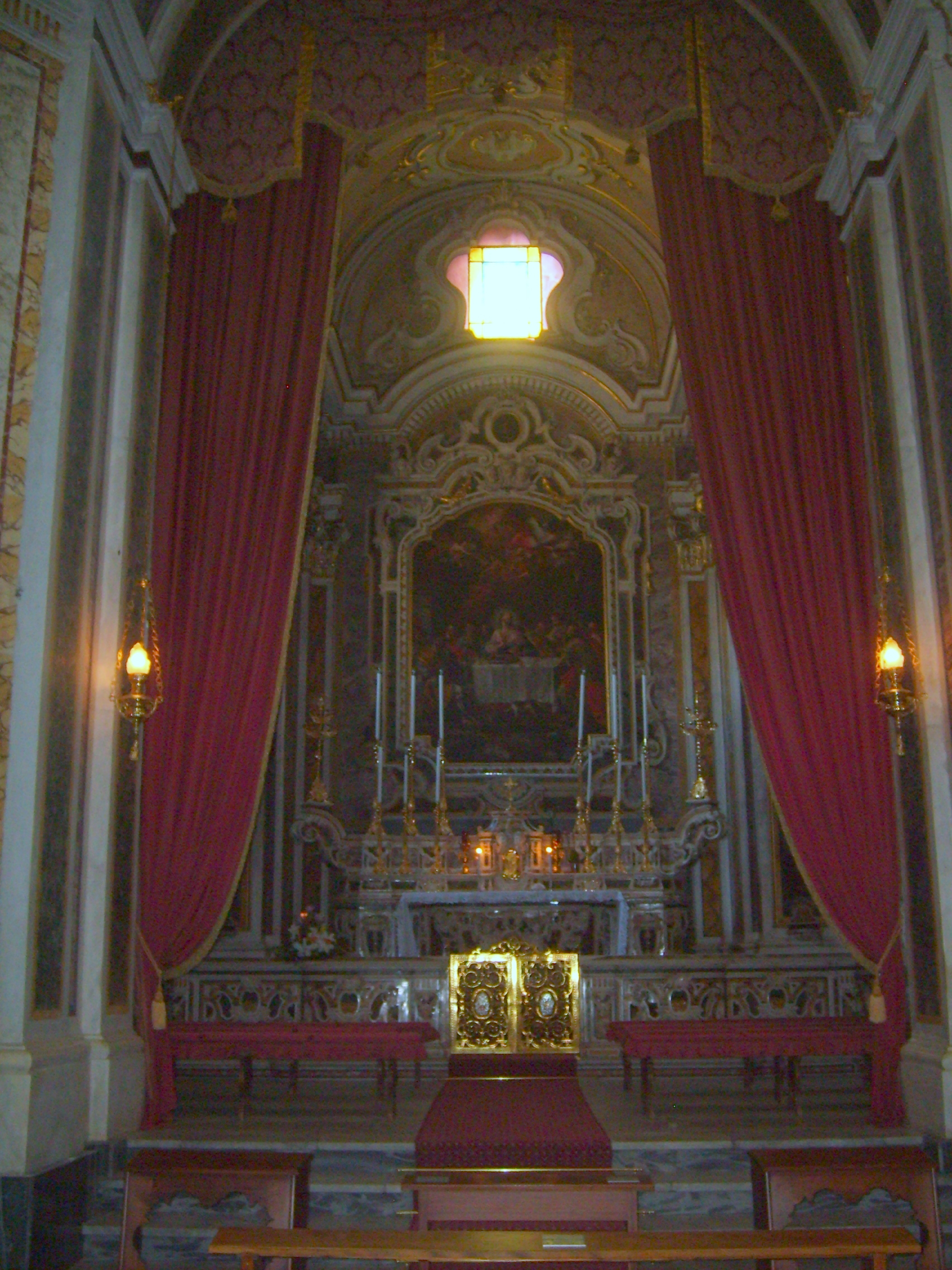
Capilla del Santísimo Sacramento

El terremoto de 1743 dañó gravemente la estructura, por lo que, en lugar de repararla, se decidió reconstruirla. Toda la población participó en los gastos de su reconstrucción: desde el príncipe, que ofreció más de la mitad de la suma necesaria, hasta la Universidad (los oficiales renunciaron a sus salarios), hasta el Capítulo de la colegiata, al pueblo con sus limosnas.Para resolver los problemas relativos a la construcción de la iglesia, se nombró una comisión especial, que supervisó las obras, que duraron de 1743 a 1759,  y que, con la ayuda del arquitecto Mauro Manieri y del príncipe Michele Imperiali, eligió, entre todos los presentados, un proyecto de Roma. La obra estuvo dirigida durante un año por Mauro Manieri y, tras su muerte, por Fra Benedetto de la Scuole Pia y Giuseppe di Lauro de Manduria.El 15 de agosto de 1743, Michele Imperiali y su esposa colocaron la primera piedra de la nueva iglesia madre. Como gesto simbólico, se incrustó en el ladrillo una caja de plomo que contenía una moneda que representaba a Benedicto XII, una medalla de la Madonna della Fontana y una jarra de aceite. En 1759 se inauguró la nueva iglesia, aunque no completamente terminada (así lo demuestra también una placa colocada en la pared derecha del presbiterio).

En 1764 el Cabildo presentó a la Universidad la solicitud de que el material sobrante de la construcción de la iglesia se utilizara en una nueva sacristía y para el campanario. A pesar del consentimiento de la Universidad, los proyectos no se realizaron en poco tiempo: la sacristía se construyó entre 1778 y 1784, mientras que el campanario no se comenzó a construir hasta 1791 (a expensas del Universidad, no del Capítulo), siguiendo el proyecto original de Manieri, y nunca se completó, excepto en los últimos años, en la parte final. Una vez terminado el edificio, surgió un litigio entre el Capítulo y la Universidad porque ambos reclamaban el "ius patronatus". En 1792, tras una reunión entre el entonces obispo de Oria, el alcalde y los diputados del Capítulo, la Universidad decidió atender sólo a las necesidades materiales, renunciando a los problemas espirituales. En 1842 fue reconfirmada como Colegiata.En 1864, debido a otro terremoto que dañó su costado izquierdo, necesitó trabajos de consolidación consistentes en la construcción de cinco barbacanas, dos en los arcos de las capillas del Baptisterio y Addolorata y una al final de la capilla del Santísimo Sacramento. 

Durante algunos años la iglesia fue objeto de una restauración conservadora completa (cúpula, fachada, exterior e interior). Las obras finalizaron en 2012.
El 8 de abril de 2012 la iglesia fue proclamada basílica menor gracias a la preciosa colaboración de Vincenzo Pisanello, obispo de la diócesis de Oria, con la benevolencia del Papa Benedicto XVI. Fue izada oficialmente el 7 de octubre de 2012, con motivo de la festividad de la Virgen del Rosario, titular de la Basílica, en una celebración presidida por el obispo de Oria.En el mismo año, en septiembre, se añadieron cambios en el exterior y en el interior de la Basílica: el ambón de mármol y los escudos pontificio y diocesano. Desde el 26 de octubre de 2020 la Basílica se encuentra cerrada para la continuación de obras internas, más precisamente del interior de la cúpula, con una modificación del sistema eléctrico interior y una notable restauración en el interior, y la restauración del crucero de la majestuosa Iglesia. El 16 de mayo de 2021 con una Celebración Eucarística presidida por el Obispo Diocesano se reabrió al culto

## Descripción

### La iglesia angevina

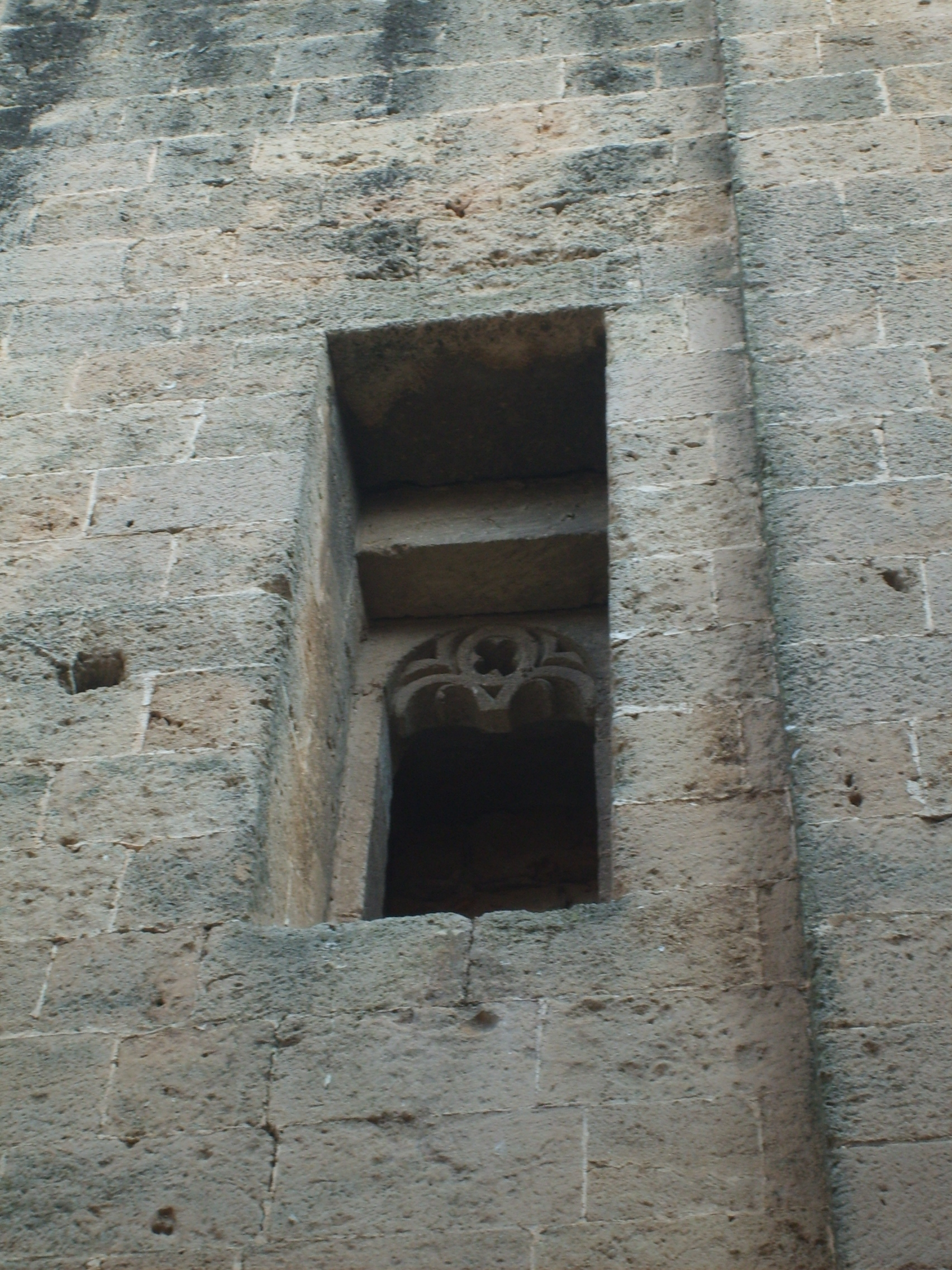
Una de las dos ventanas de una sola lanceta que se conservan de la iglesia medieval

Existen algunas discrepancias sobre el aspecto de la iglesia angevina: según el mapa geográfico de la ciudad que data de 1643 y diseñado por el escultor Carlo Francesco Centonze de Francavilla, el edificio tenía el aspecto de una iglesia románica; según el mapa geográfico del abad Giovan Battista Pacichelli (contenido en la obra El Reino de Nápoles en perspectiva) la iglesia tenía una arquitectura gótica severa y elegante.La fachada, a pesar de las diversas restauraciones sufridas a lo largo de los años, aún conservaba un gran rosetón sobre la puerta de entrada, las ventanas con parteluces de las paredes laterales y el imponente campanario, que remataba con cuatro esbeltas agujas. La antigua iglesia, que data del período 1310-20, tenía inicialmente nueve altares, cuatro a la derecha y cuatro a la izquierda en comparación con el altar mayor, dedicado a la Madonna della Fontana, detrás del cual se encontraba la cueva, rodeado de rejas de hierro, donde se encontraba el fresco bizantino descubierto por el príncipe de Tarento. Las capillas laterales, según documentos antiguos, eran, empezando por la derecha: la del Venerable, en la que se encontraba un tabernáculo del Santísimo Sacramento en cristal, la de San Pietro Apostolo, la de San Cataldo, y la de la Santa Cruz de Jerusalén., en el que veneraba una gran reliquia que contenía un fragmento de la cruz de Cristo. A la izquierda, sin embargo, estaban el altar de Sant'Antonio Abate, el de San Francesco da Paola, el de la Madonna delle Grazie y el de Sant'Andrea.

### La iglesia delsigloXVIII

#### Arquitectura externa

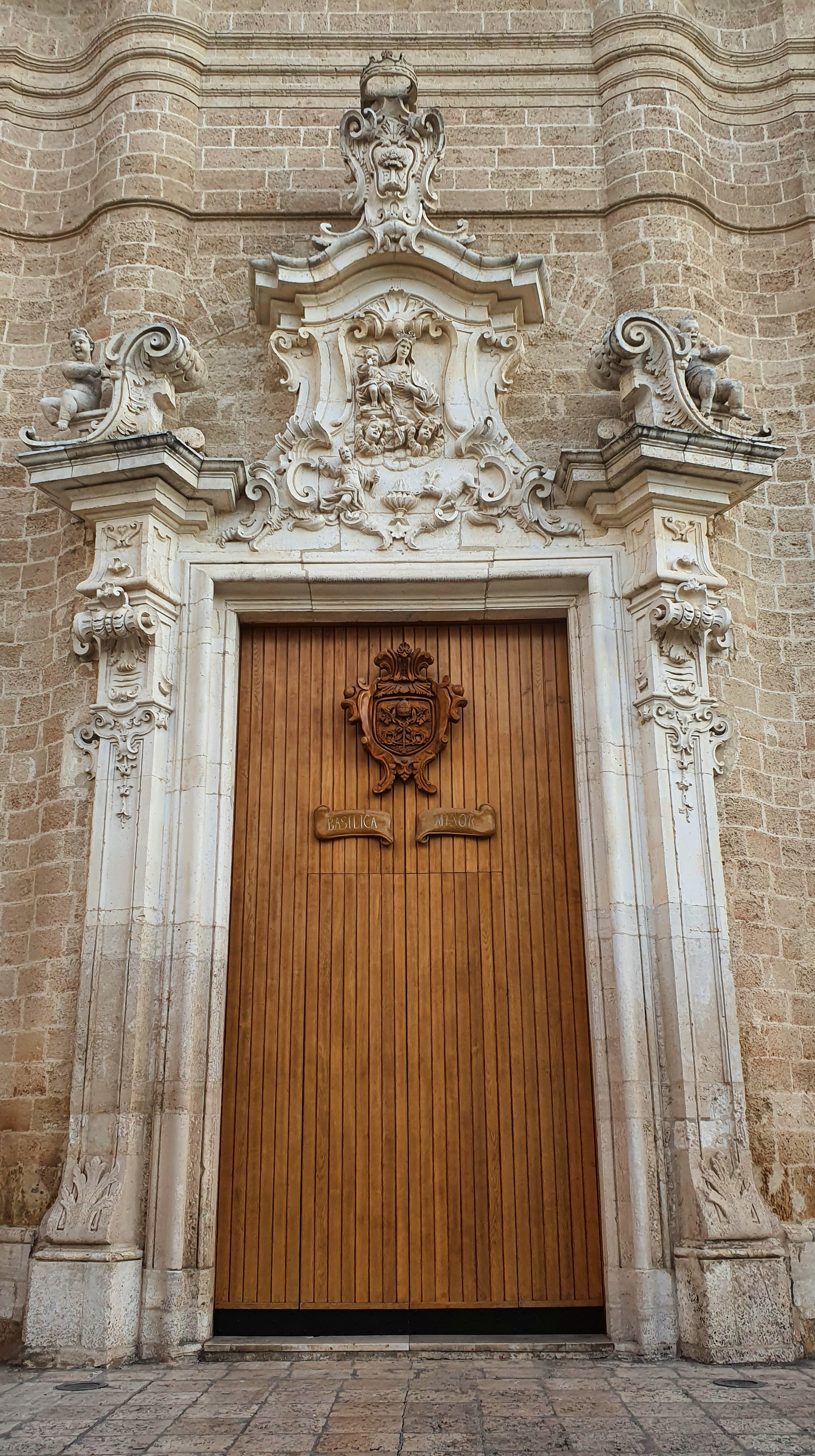
Portal central de la Basílica

En algunos aspectos la estructura de la fachada es similar a las iglesias de Gesù  y Sant'Ignazio,  ambas ubicadas en Roma. El movimiento de las pilastras, combinado con capiteles corintios, crea un efecto "plástico-pictórico", dando a la fachada un aspecto ondulado. En general, el diseño de la fachada muestra numerosas afinidades con los diversos proyectos realizados por Vignola, Borromini y Barigioni, lo que la hace más similar a las iglesias barrocas romanas que a las iglesias de las ciudades cercanas, que en cambio estaban más claramente influenciadas por el barroco de Lecce. Al interior se accede a través de tres puertas: las dos laterales, rematadas por frontones mixtilíneos, son de trazo sencillo, bordeadas por varillas, a las que se unen con una voluta rizada. La portada central tiene una estructura más compleja y rica en elementos ornamentales: está cerrada por semipilares incorporados al muro, decorados con hojas de acanto. El frente de los pilares está ocupado por delicadas encarpas que continúan también en los muros laterales y en el tramo del entablamento.  Estos sostienen marcos rayados y salientes, sobre los que descansan dos grandes volutas, que a su vez sostienen dos amorcillos, dispuestos oblicuamente para subrayar el movimiento de las volutas. En el luneto, obtenido de un tímpano roto, en cuya parte central descansa un escudo que representa el escudo cívico, la imagen de la Madonna della Fontana está también insertada en una maraña de elementos decorativos. Esta concentración de elementos ayuda a darle mayor impulso vertical al cuerpo central. El orden inferior remata con un entablamento vacío, que concluye con un marco saliente, decorado con dentados, que con motivo griego acentúa las divisiones horizontales sin sacrificar las verticales. Sobre una base, que retoma simétricamente el orden inferior, se asienta el superior, dividido en tres campos por las habituales pilastras decoradas con capiteles compuestos de referencia borrominiana. 

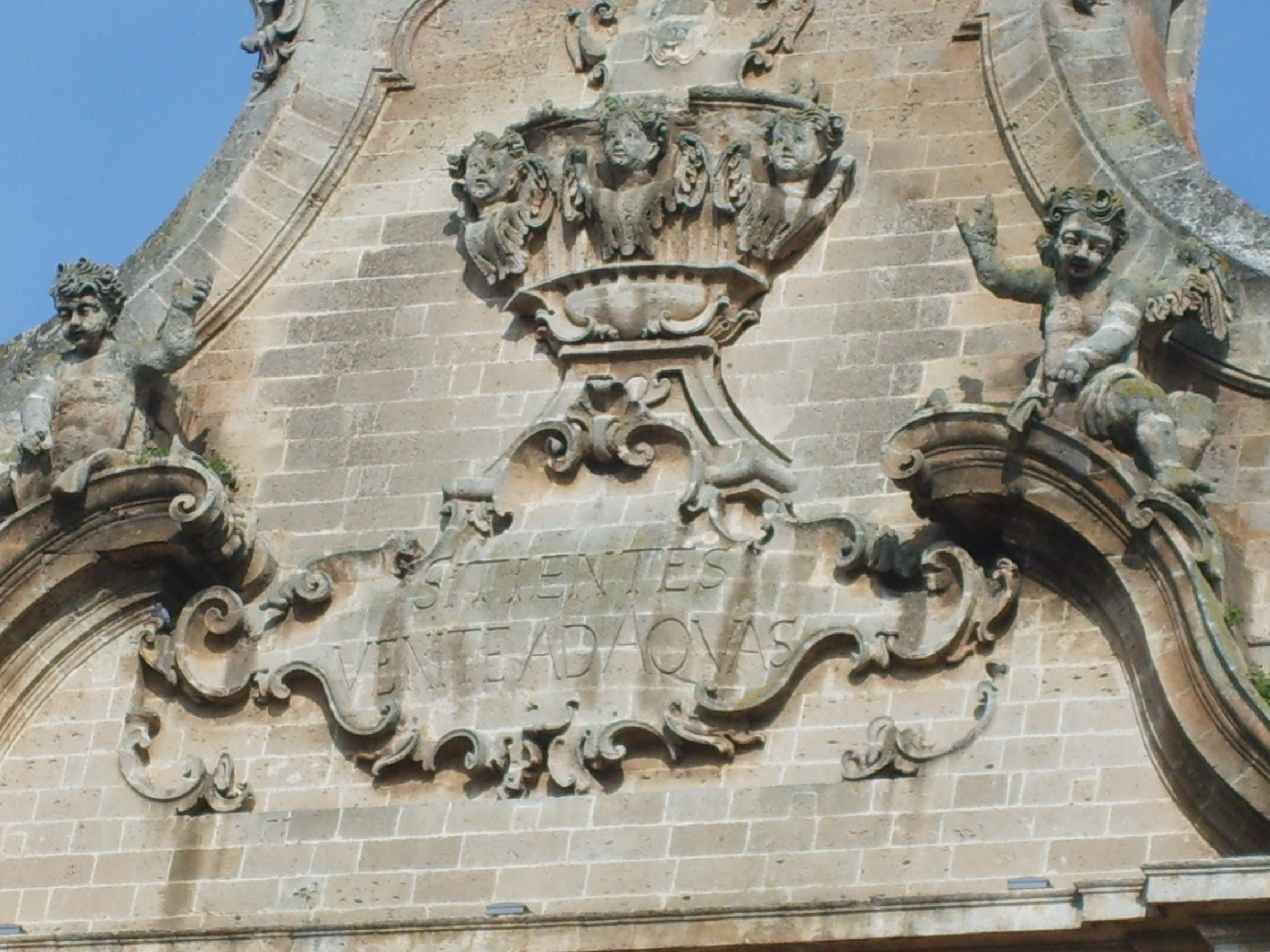
Cartucho en la fachada

En los lados extremos, colocadas sobre bases junto a las volutas que unen los dos órdenes, se encuentran las estatuas de los apóstoles Pedro y Pablo. Además, en la fachada hay otro entablamento que delimita el segundo orden y que alberga una cartela en la que destaca el lema:

assetati,venite alle acque

Toda la fachada, por su continua referencia a los cánones culturales romanos, marcará un momento decisivo en el punto de inflexión de la tradición arquitectónica de Salento, influyendo claramente en las catedrales de Oria y Martina Franca.

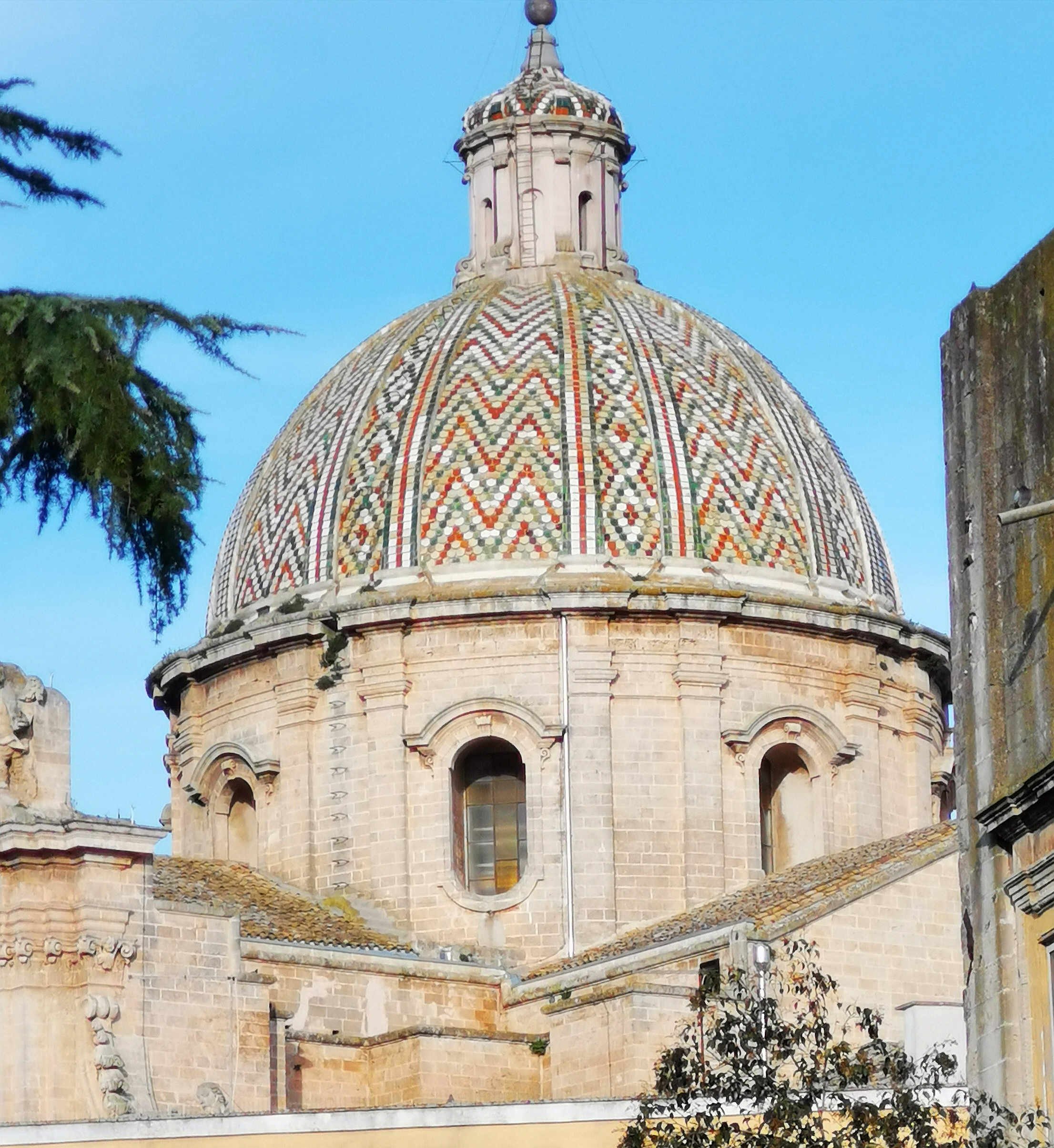
Vista de la cúpula

La cúpula es la más alta de Salento, y remata con una esbelta linterna. Está revestido exteriormente con azulejos de mayólica policromada, retomando la técnica decorativa napolitana. De base circular, se asienta sobre un tambor alto puntuado por dobles pilastras, presidido por ocho grandes ventanales. En el interior del tambor, motivos decorativos acentúan las líneas arquitectónicas. En 2006 sufrió una restauración conservadora y consolidación estática.

#### Arquitectura interna

Plano interior de la colegiata

La iglesia tiene una estructura central abovedada, de tres naves y planta de cruz griega extendida hasta el ábside . Este modelo estructural debe considerarse un raro ejemplo en las iglesias de Salento de los siglos XVII y XVIII, casi todas ellas dispuestas en forma de cruz latina.Cuatro grandes pilones, formados por pilastras pareadas, aligeran la masa, delimitan las capillas laterales de la nave central y sostienen los arcos y enjutas que fijan la cúpula. La misma disposición de los pilares, de arcos de medio punto, aislando las capillas en las naves laterales, resalta el aparato central.

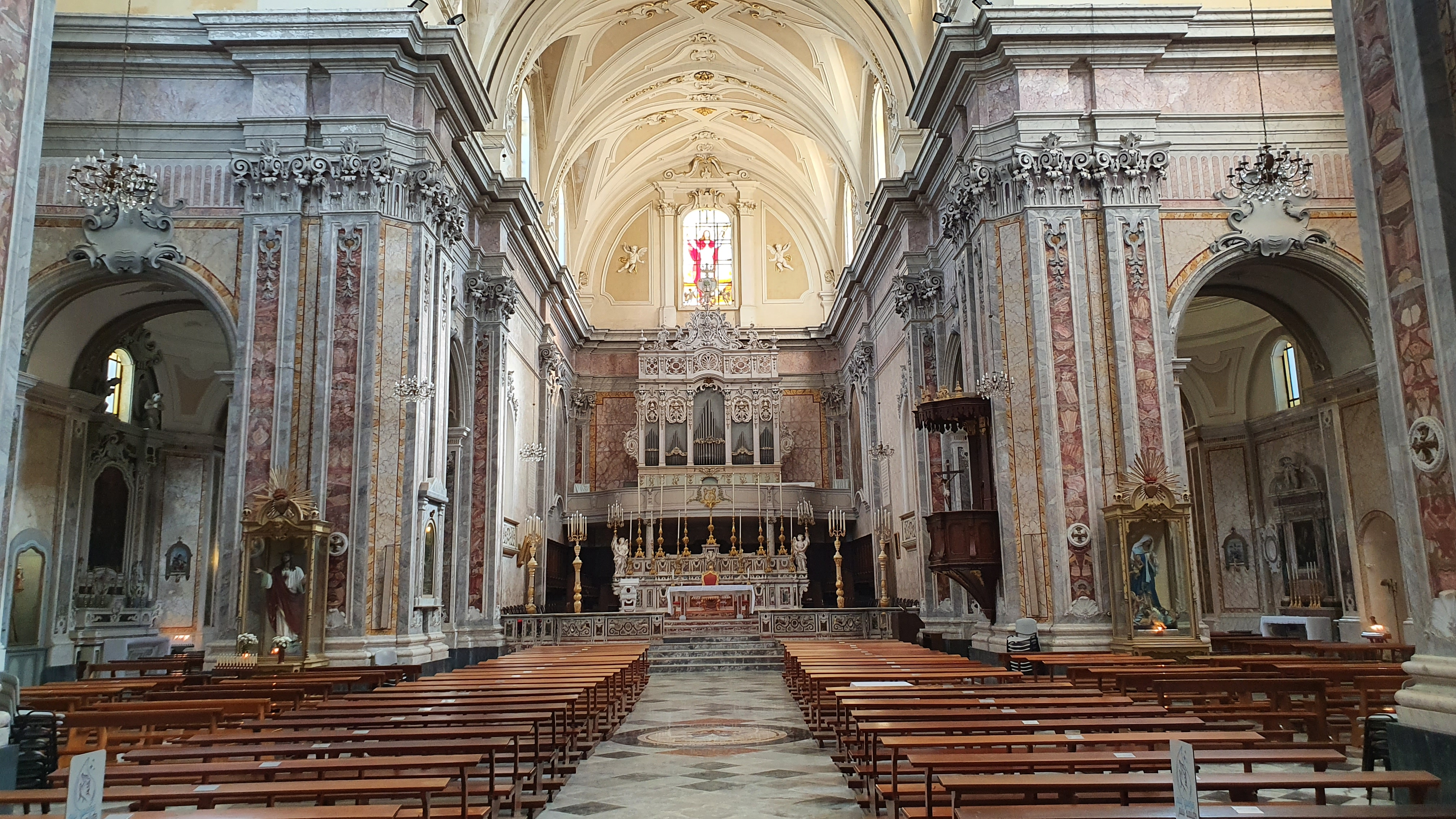
nave central

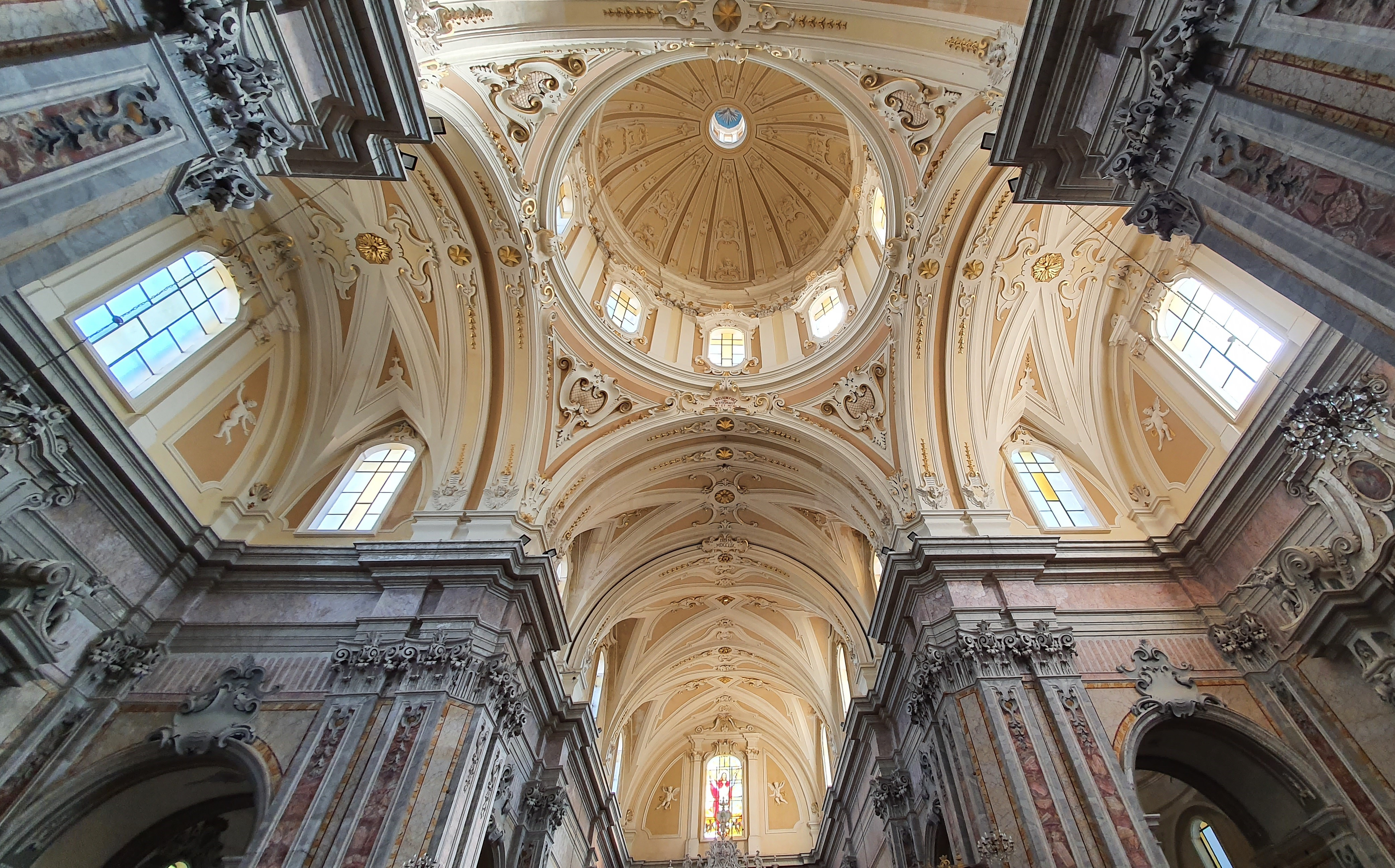
crucero y cúpula

Las dos capillas laterales, situadas tras la entrada y dedicadas a San Giuseppe y las Ánimas (la de la derecha) y a San Rocco (la de la izquierda), se amplían con zonas absidiales, en las que se encuentra el altar de San José. y la pila bautismal, realizada en 1864. Las capillas de Sant'Anna (trasladadas del Castillo en 1910)  y de la Addolorata tienen la misma forma que las anteriores y terminan con la entrada a las capillas de la Madonna della Fontana y del Santísimo Sacramento, elevado en tres escalones respecto a los pasillos laterales. Tienen planta rectangular con el altar apartado del muro, sobre el que, en la capilla de la Fuente, se insertó el antiguo icono de la Virgen y el Niño. 

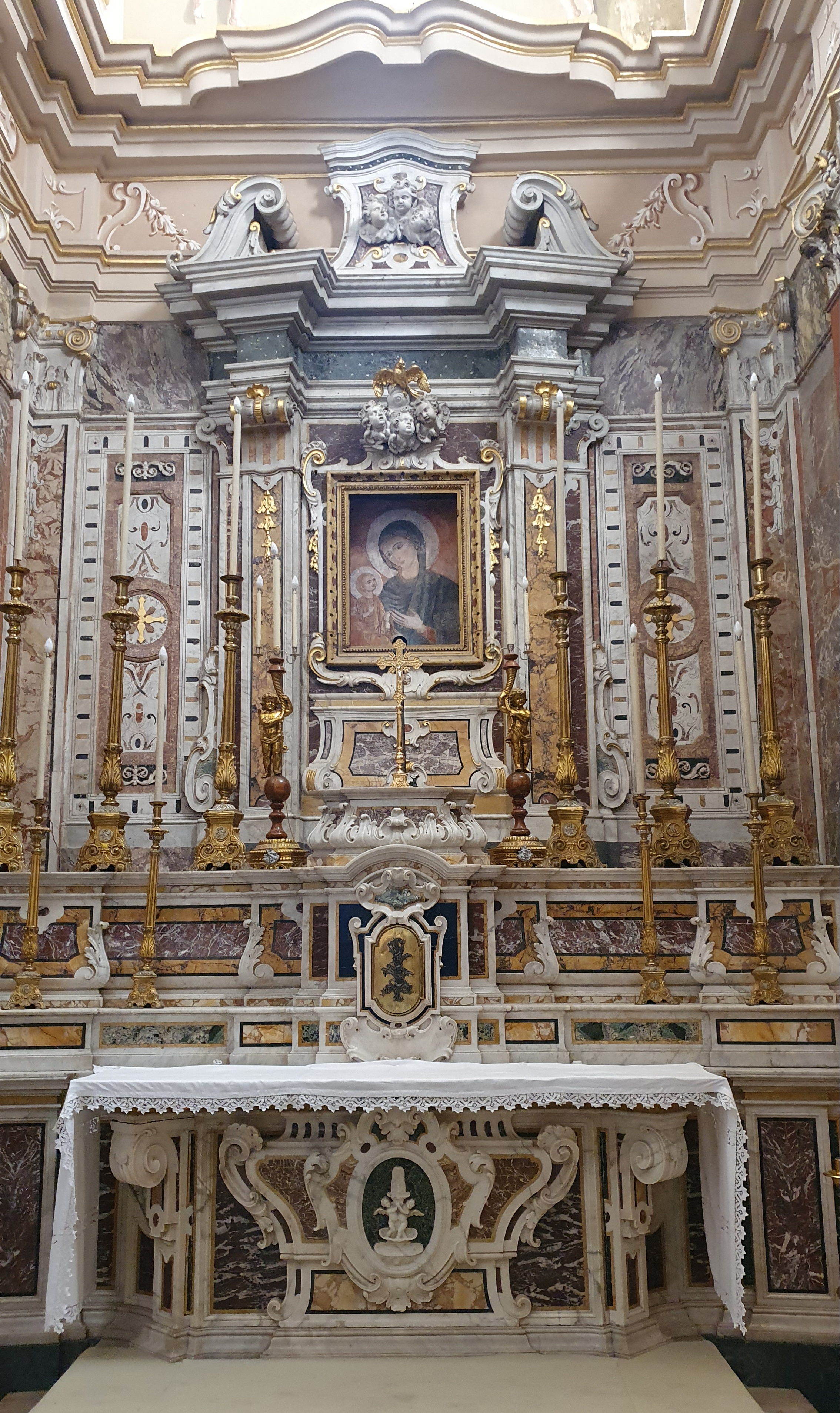
Altar de la Virgen de la Fontana

El altar de la Virgen fue encargado en 1773 al maestro mármol napolitano Domenico Tucci (ya autor de la fachada de mármol de la gran capilla de San Cataldo en 1771  ), a quien se le había ofrecido una compensación de 1140 ducados. El modelo del altar, tanto en mármol como en materiales menos valiosos, se volverá a proponer en muchas otras iglesias.El altar mayor (decorado a los lados por dos ángeles con cornucopia), sin embargo, junto con la balaustrada de mármol, procede de la antigua iglesia de San Francisco de Asís, situada en el lugar donde hoy se encuentra la iglesia dedicada a Sant'Alfonso Maria. de 'Liguori .  Detrás del altar se encuentran el coro de madera y el órgano, este último situado en un entrepiso sostenido por columnas y que data del siglo XX.

##### Sala capitular
En la sala capitular hay otro coro de madera. También en esta sala se encuentra un valioso armario, también de madera, incrustado en la sillería, creado junto con el mostrador colocado en el centro de la sala por el ebanista Giuseppe Formosi. El armario está decorado sobre el cimacio con cinco pequeños óvalos pintados en 1796 por el pintor Forleo-Brayda, que representan el bautismo de Cristo, la decapitación de Santiago el Mayor, ' apóstol Pedro liberado de la prisión, el Corazón de Jesús y el Hallazgo de María Santissima della Fontana .Sobre el armario se encuentran pinturas que representan los Siete Sacramentos, el gran lienzo de la Virgen del Rosario (de Domenico Carella ), los retratos del cardenal Giuseppe Renato Imperiali, de su sobrino el cardenal Francesco Spinelli, de San Carlo Borromeo y dos óvalos de Sant' Irene y la Inmaculada Concepción.

En la antisacristía, sin embargo, hay otro valioso lienzo que representa a la Virgen del Rosario, de artista desconocido.

### Decoraciones interiores

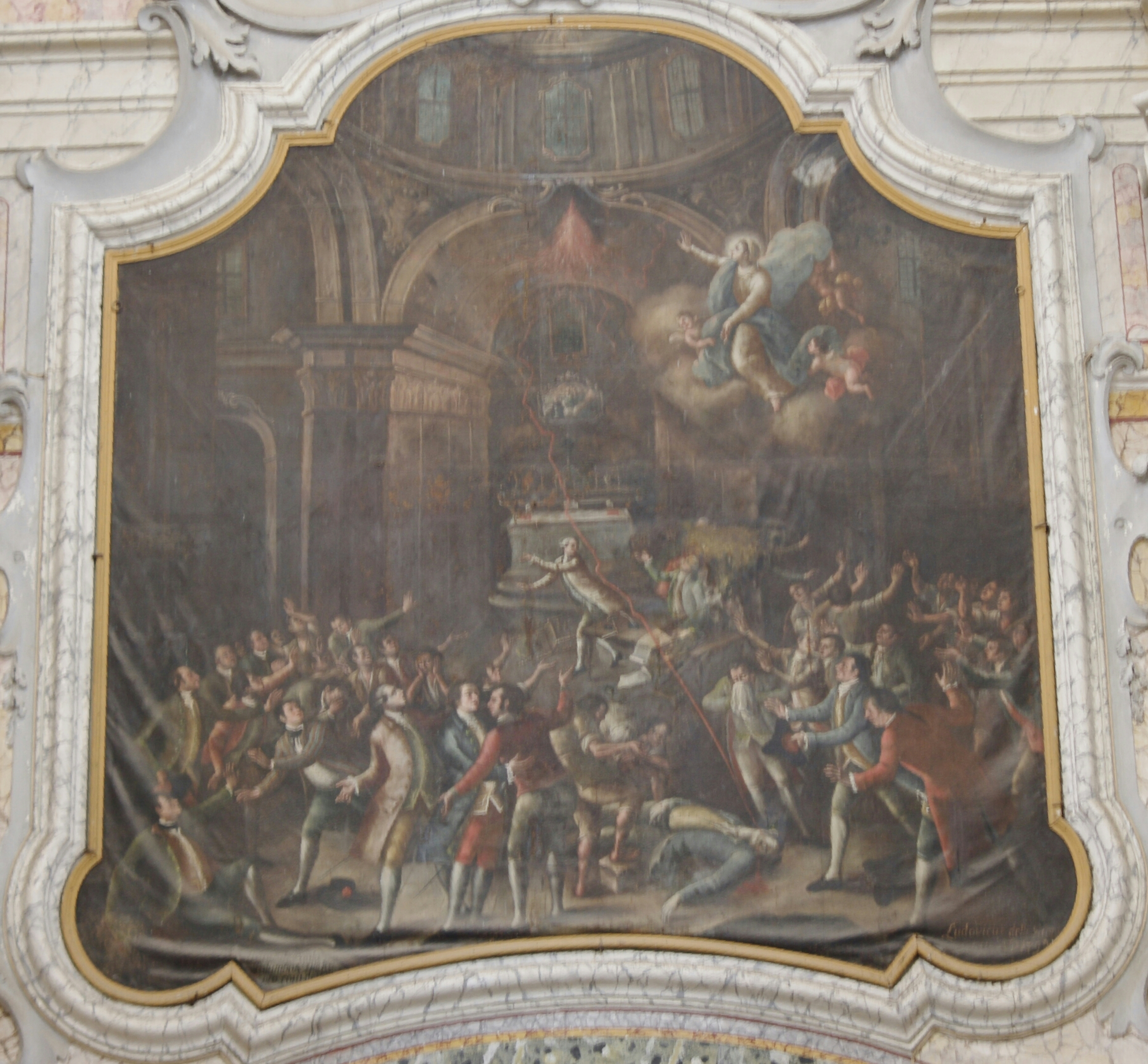
La caída del rayo, de Ludovico Delli Guanti

La decoración interior de la nueva iglesia se realizó con estucos, volutas desenrolladas por ángeles, volutas rizadas, posteriormente cargadas de color y dorado para dar un significado distorsionado al gusto barroco. Más modesta es la aportación de la decoración pictórica, confiada a Domenico Carella, Ludovico Delli Guanti, artistas de la cultura solimenesca y a la pintora Francesca Forleo-Brayda.En cuanto a las pinturas, las de la antigua iglesia habían resultado gravemente dañadas y, a diferencia de otros objetos, no pudieron ser reinsertadas en los altares; Sin embargo, hay numerosas pinturas, estatuas y objetos de arte, principalmente del período barroco. En la puerta principal, en la contrafachada, se encuentra La caída del rayo, lienzo de Ludovico Delli Guanti, que recuerda el acontecimiento del 28 de marzo de 1779, considerado milagroso porque durante una polémica, que desencadenó fuertes insultos, que estallaron En el interior de la iglesia, durante una asamblea administrativa, un rayo mató a Angelo Candita, uno de los que había utilizado los tonos más ofensivos e insultantes en el lugar sagrado.

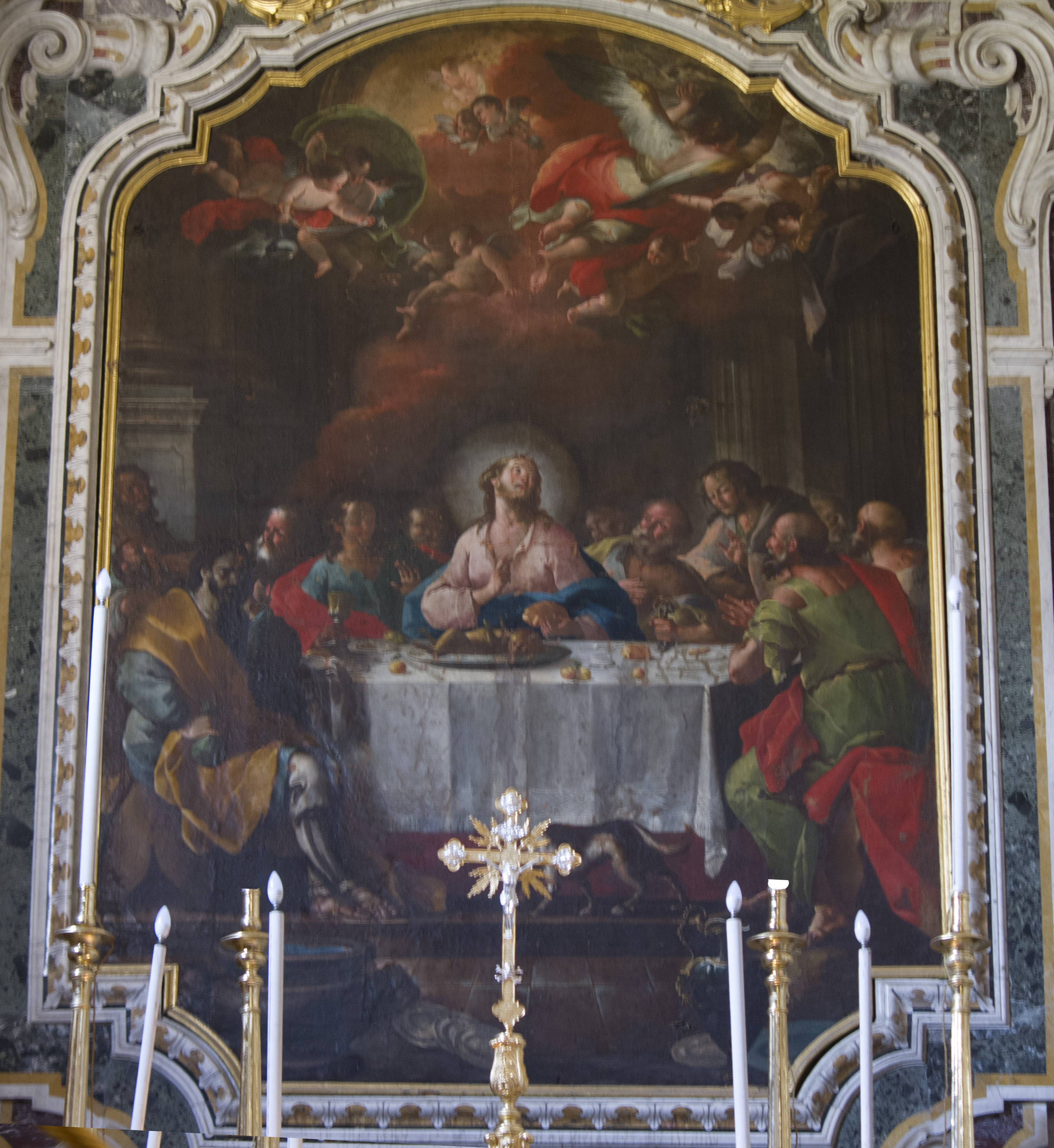
La Última Cena, de Domenico Antonio Carella

En la capilla de San Giuseppe, sobre el altar, se encuentra el lienzo de las Ánimas del Purgatorio y en el ábside el de la Sagrada Familia, ambas obras de Domenico Carella.También hay una estatua de papel maché, obra de Vincenzo Zingaropoli, que representa al santo al que estaba dedicada la capilla, y una que representa a San Lorenzo, este último fue llevado en procesión por el cabildo, la tarde del 9 de agosto., en Iglesia rural de San Lorenzo, hoy ampliada en sus alrededores y convertida en parroquia de un barrio muy amplio, que lleva el nombre del Santo.En el crucero, siempre a la derecha, sobre el altar dedicado a San Giovanni, se encuentra el lienzo de la Virgen María con San Giovanni Battista y San Lorenzo mártir (también de Domenico Carella). Después de la zona del crucero, se encuentran el altar y el lienzo, ambos dedicados a Sant'Anna, antiguamente pertenecientes al Castillo Imperial. Antes de acceder a este altar, se puede admirar una espléndida y reciente estatua de San Pío da Pietrelcina y un armario que contiene una espléndida estatua de la Inmaculada Concepción, obra de Armando Morrone.

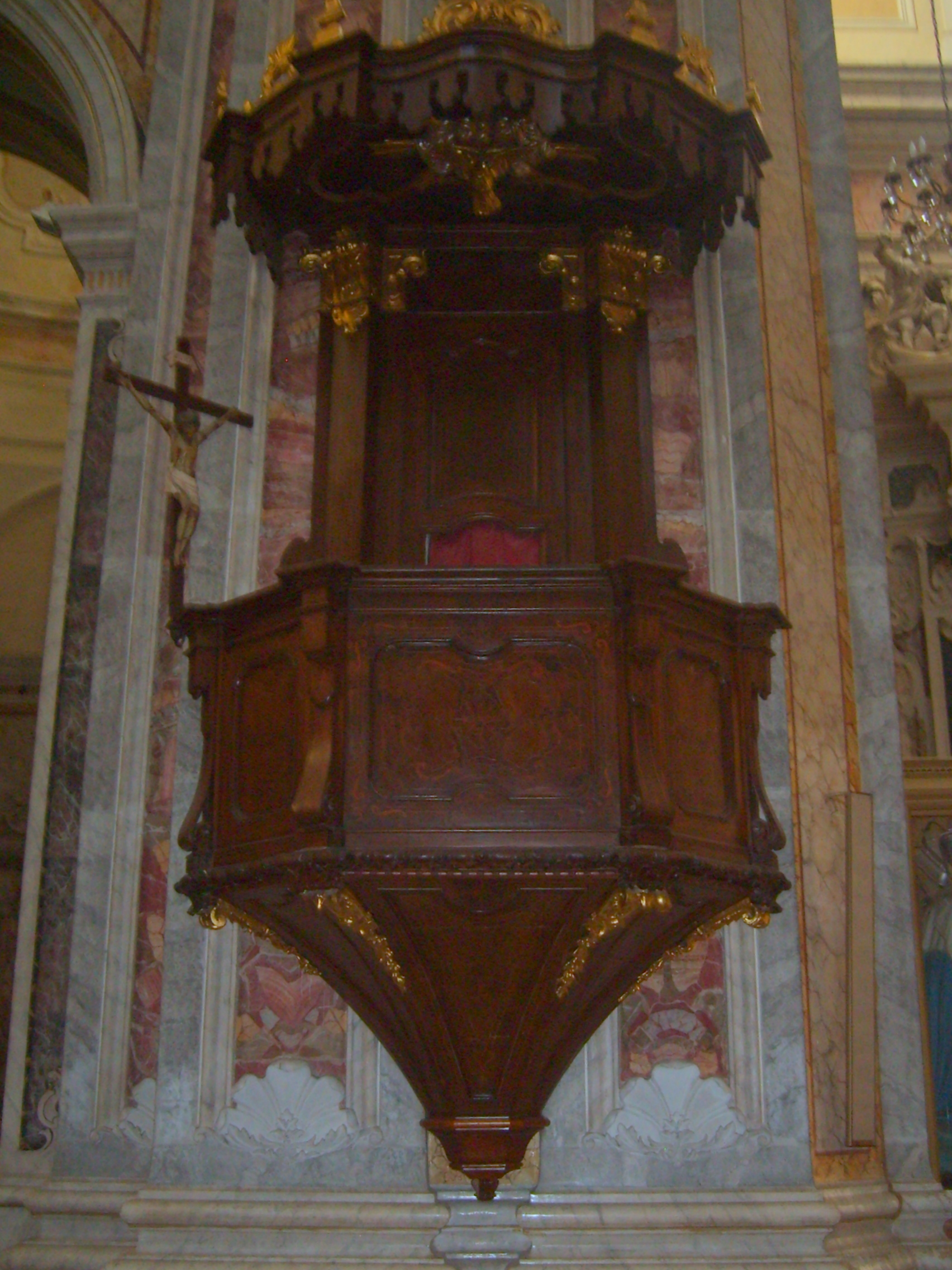
Púlpito

En la pared izquierda se encuentran las pinturas que representan el descubrimiento del icono bizantino y el reverdecimiento de los olivos, otro milagro ocurrido el 24 de enero de 1458 cuando, después de una fuerte nevada que dañó irremediablemente los olivos de los alrededores de la ciudad, la Virgen aseguró que estos reverdecieron y produjeron abundantes aceitunas. De hecho, el 24 de enero se celebran numerosas celebraciones, la última de las cuales, la más solemne, es celebrada por el Obispo Diocesano y concelebrada por el clero de la ciudad.  Debajo de este lienzo, en una vitrina de pared, se encuentra la estatua de madera de la Madonna della Fontana, una escultura napolitana.A la izquierda del altar hay un cuadro que representa la estatua de madera de la Madonna della Fontana; Además, en las paredes laterales hay dos grandes cuadros de Carella: La Entrega de las Llaves y La Batalla de Lepanto. Detrás del presbiterio, en un armario cerrado, se encuentra una espléndida estatua de papel maché de la Virgen de Pompeya, lamentablemente no visible durante el año, pero expuesta del 29 de abril al 8 de mayo con motivo de la novena en su honor y de la fiesta. El púlpito está enteramente hecho de madera ricamente incrustada y colocado contra el pilar; detrás se encuentra el armario con la estatua de la Inmaculada Concepción, obra de Armando Morrone.

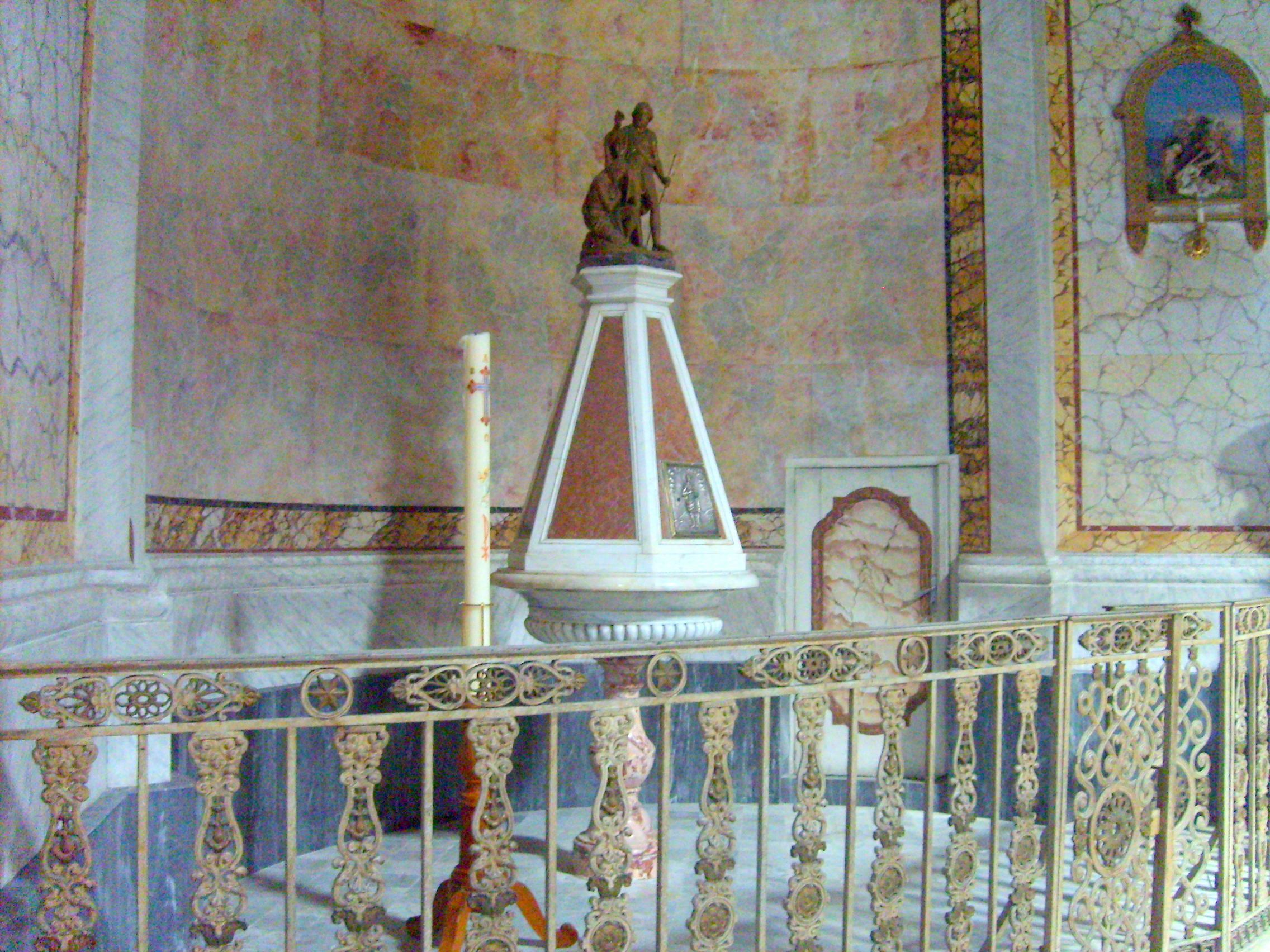
pila bautismal

En la capilla del Santísimo Sacramento, en las paredes trasera y derecha respectivamente, se encuentran las pinturas de ' Última Cena y Melquisedec, ambas atribuidas a Carella. Detrás de este altar se encuentra la sede de la Venerable Cofradía del Santísimo Sacramento, la más antigua de la ciudad y de la Diócesis. 
En la capilla de la Addolorata, en cambio, sobre el altar, se encuentra el lienzo de la Deposición ; En dos hornacinas enfrentadas delante del crucero se encuentran las estatuas de la Desolata, llevada en procesión la mañana del Viernes Santo de los años impares, y de la Virgen del Rosario, una estatua muy antigua sobre una percha. Sobre el altar del crucero hay otro gran lienzo, también atribuido a Carella, que representa a Sant'Oronzo y San Carlo. Junto a este altar hay una espléndida estatua del Sagrado Corazón de Jesús dentro de un armario.
Delante de la capilla de San Rocco, en dos armarios, se encuentran las estatuas de papel maché de San Gioacchino y San Rocco, este último obra del célebre Pietro Paolo Pinca, y en el altar de la pared de la capilla está el lienzo que representa a San Rocco; en el ábside que prolonga la capilla se encuentra una pila bautismal de mármol, que data de 1867 y una espléndida estatua de madera del Cristo Crucificado, recientemente donada por un escultor de Francaville, que data de 1867.

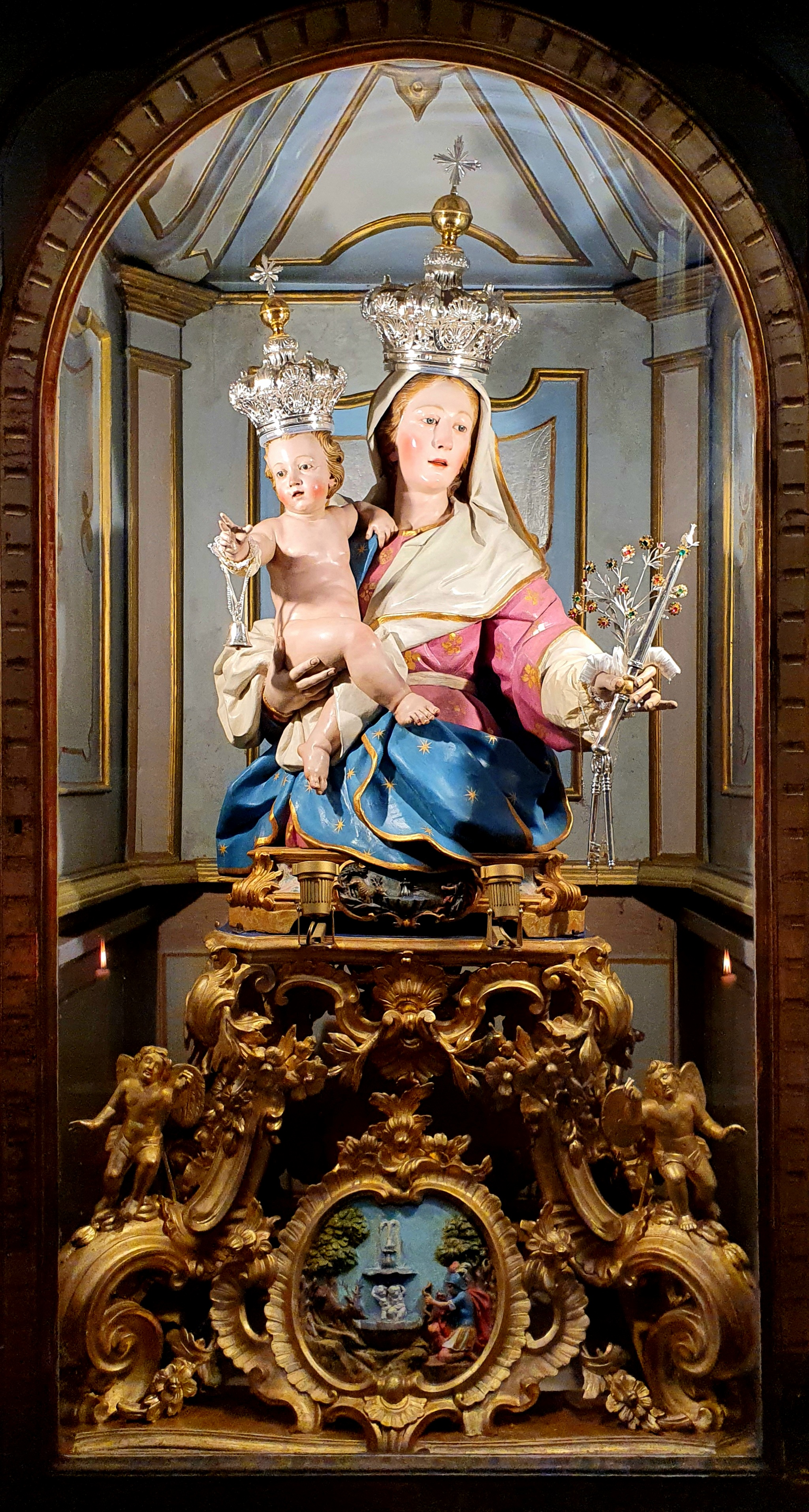
Simulacro de madera de la Madonna della Fontana con el Niño

La corona de la Madonna della Fontana, en cambio, es de factura renacentista, realizada por un orfebre local y fechada en 1529, conservada en la Basílica y no visible. Es donado por el alcalde durante las Fiestas Solemnes del 24 de enero y 14 de septiembre, celebraciones de la Madonna della Fontana. Caminando por la nave central, en el suelo se encuentra el símbolo de la Basílica, bendecida el 24 de enero de 2019, durante la Fiesta Pontificia de la Madonna della Fontana. A la izquierda, siempre en la nave central, antes de entrar al presbiterio, se encuentra en un nicho elevado la estatua de la Madonna della Pace.

## La parroquia
Con 5.200 habitantes la parroquia de Nuestra Señora del Santo Rosario es la tercera más grande de la zona de Francaville. Desde su fundación, durante siglos, ha sido la única iglesia parroquial (aparte de la filial de Sant'Eligio). Todas las demás parroquias de la ciudad se establecieron en el siglo XX.

## Festividades
- Del 9 al 23 de enero tiene lugar la Quincena a la Madonna della Fontana, patrona de la ciudad. En estos 15 días las distintas comunidades religiosas y parroquiales de la ciudad peregrinan al Santo Patrono, que se celebra solemnemente el 24 de enero, con diversas celebraciones matutinas y una vespertina, esta última presidida por el Obispo Diocesano y los sacerdotes de la ciudad.
- En los tres días anteriores al Miércoles de Ceniza, la Cofradía de las SS. Sacramento organiza el Quarantore, tres días de oración prolongada ante el Santísimo Sacramento. Es característico el último día de la Cuarentena, cuando el Santísimo Sacramento es llevado en procesión hacia la Basílica, bajo "un paraguas" que toma el nombre de palio.
- Cuaresma, con diversos momentos de oración, Vía Crucis, Adoración de la Cruz, Triduo Pascual y Fiesta Santa de Pascua. En la mañana del Viernes Santo de año impar, la imagen de la Desolata, obra de papel maché de Guacci, es llevada en procesión por las calles de la ciudad.
- Del 29 de abril al 7 de mayo tiene lugar la Novena a la Virgen del Rosario de Pompeya. El 8 de mayo se realiza la procesión con la imagen de la Virgen del Rosario de Pompeya por las calles de la ciudad. La imagen está colocada sobre un carro, enriquecido con flores, empujado por los hermanos del Santísimo Sacramento.
- El domingo de Corpus Domini, la Cofradía de las SS. Sacramento organiza la procesión del Corpus Domini, en la que participan grupos asociativos y cofradías de la ciudad.
- Cada tercer domingo de mes se realiza el Santo Rosario por la tarde, meditando todos los misterios. Este Santo Rosario se llama "Hora de Vigilancia".
- Del 30 de agosto al 13 de septiembre tiene lugar la Quincena Solemne en la Madonna della Fontana; Del 5 al 13 de septiembre tiene lugar la Novena a la Madonna della Fontana. Las nueve noches son predicadas por diferentes sacerdotes. El día 14 de septiembre tienen lugar diversas celebraciones de la Santa Misa, a las 10:00 horas un Solemne Pontificio presidido por el Obispo de la Diócesis de Oria. Por la tarde tiene lugar la procesión de la Virgen della Fontana, llevada a hombros por los hermanos del Santísimo Sacramento y en la que participan todas las cofradías de la ciudad y las agrupaciones asociadas a la parroquia.
- El 23 de septiembre el grupo de oración "Padre Pío" celebra a su Santo Titular, quien se exhibe en un trono.
- Del 30 de septiembre al 6 de octubre tiene lugar el Septenario de Nuestra Señora del Rosario, que concluye con una Celebración Solemne la tarde del 7 de octubre.
- Del 16 al 24 de diciembre, a las 6:00 horas, tiene lugar la Novena a la Santa Navidad. Por aquellos días se iniciaba la preparación de la Natividad en el altar mayor.

## Fiestas en la basílica
1. ↑  «Scheda del comune di Francavilla Fontana - Città dei Sapori».
2. 1 2 3 4 5 6 7 8  (Clavica e Poso, p.103)
3. ↑  (Cammilleri, p. 465)
4. 1 2  (Clavica e Poso, p.111)
5. ↑  (Clavica e Jurlaro, p.12)
6. 1 2 3 4 5 6 7 8 9 10  (Clavica e Poso, p.105)
7. 1 2  (Palumbo, p. 241)
8. ↑  Con il termine Università si fa riferimento alle antiche Universitas, ossia i comuni dell'Italia meridionale, amministrati da un'assemblea di pubblici ufficiali eletti dalla popolazione in numero variabile a seconda del numero degli abitati della città.
9. 1 2 3 4 5 6 7 8  (Clavica e Poso, p.106)
10. 1 2  (Clavica e Poso, p.114)
11. ↑  (en inglés) Catholic.org Basilicas in Italy
12. ↑  «Francavilla, nasce la nuova Basilica».
13. 1 2 3 4 5 6  «Descrizione dell'antica chiesa angioina su Itriabarocco.net».
14. 1 2  (Clavica e Poso, p.107)
15. ↑  (Clavica e Jurlaro, p.82)
16. ↑  «Museo Bagatti Valsecchi». Consultado el 12 ottobre 2009.
17. 1 2 3 4  (Clavica e Poso, p.108)
18. ↑  (Clavica e Poso, p.116)
19. ↑  (Clavica e Jurlaro, p.83)
20. 1 2 3 4  (Clavica e Poso, p.109)
21. ↑  «Restauro della cupola della Chiesa Matrice di Francavilla Fontana».
22. ↑  (Argentina, p. 59)
23. ↑  Fonseca, Cosimo Damiano (2001). Cattedrali di Puglia. Mario Adda Editore.
24. 1 2 3 4  (Clavica e Poso, p.110)
25. 1 2  (Clavica e Jurlaro, p.85)
26. 1 2 3 4 5  (Clavica e Jurlaro, p.86)
27. 1 2 3 4  (Clavica e Jurlaro, p.87)
28. ↑  «Orafi e argentieri nelle province di Brindisi e Taranto».
29. ↑  «CCI - Dati Istituto Sostentamento per il clero 2006».
30. ↑  (Clavica e Poso, p.125)